# Малі Шапи
Малі Ша́пи (рос. Малые Шапы, марій. Изи Шап) — присілок у складі Медведевського району Марій Ел, Росія. Входить до складу Азяковського сільського поселення.

## Населення
Населення — 102 особи (2010; 98 у 2002).
Національний склад (станом на 2002 рік):
- лучні марійці — 88 %